# Sphaeroma annandalei
Sphaeroma annandalei là một loài chân đều trong họ Sphaeromatidae. Loài này được miêu tả khoa học năm bởi Stebbing.